# Vecranotus guineensis
Vecranotus guineensis är en insektsart som beskrevs av Capener 1972. Vecranotus guineensis ingår i släktet Vecranotus och familjen hornstritar. Inga underarter finns listade i Catalogue of Life.